# Aitvaras
De aitvaras is een fabeldier dat voor het eerst opduikt in 1547. Het is volgens de inwoners van Letland en Litouwen een zwarte kat of een haan met vier drakenpoten en een vurige staart. Volgens andere bronnen is het een demon die binnen op een haan of kat lijkt, maar buiten de gedaante van een draak aanneemt. Een gewonde aitvaras geneest bij het aanraken van de grond. 
Hij geeft boeren munten en graan in ruil voor omeletten. Hij nestelt zich graag achter de kachel en de huisbewoners zetten spijs en drank voor hem gereed. Vaak loopt een aitvaras een huis binnen en weigert vervolgens weg te gaan. Dit brengt zowel geluk als ongeluk voor de inwoners; het geld stroomt binnen, maar zorgt voor veel problemen omdat het altijd gestolen geld betreft. Wie hem zijn ziel verkoopt, krijgt geld en goed dat de demon een ander heeft ontnomen. Een aitvaras zou ook van de duivel gekocht kunnen worden, tegen betaling van de ziel.
Andere benamingen: Kaukas, Pūkis, Damavykas, Sparyžius, Koklikas, Gausinėlis, Žaltvikšas, Spirukas.

## De aitvaras in verhalen
Een pasgetrouwde vrouw vroeg zich af waarom het graan van haar schoonmoeder nooit opraakte. Ze nam een kaars en keek in de bak waar het graan lag opgeslagen. Daar vond ze een aitvaras, maar het wezen schrok en verdween ter plekke.